# NGC 59
NGC 59 ist eine elliptische Zwerggalaxie vom Hubble-Typ E/S0 im Sternbild Cetus. Sie ist etwa 18 Millionen Lichtjahre von der Milchstraße entfernt und hat einen Durchmesser von etwa 15.000 Lichtjahren. Sie gehört zur Sculptor-Gruppe, einer Galaxiengruppe nahe dem galaktischen Südpol.
Das Objekt wurde am 10. November 1885 von dem amerikanischen Astronomen Ormond Stone entdeckt.